# Pristimantis actinolaimus
Espèce
Synonymes
- Eleutherodactylus actinolaimus Lynch & Rueda-Almonacid, 1998

Statut de conservation UICN

 EN B1ab(iii) : En danger
Pristimantis actinolaimus est une espèce d'amphibiens de la famille des Craugastoridae.

## Répartition
Cette espèce est endémique du département de Caldas en Colombie. Elle se rencontre dans la municipalité de Samaná à environ 2 000 m d'altitude dans la cordillère Centrale.

## Description
Les mâles mesurent de 22,4 à 27,5 mm et les femelles de 32,0 à 36,2 mm.

## Publication originale
- Lynch & Rueda-Almonacid, 1998 : Additional new species of frogs (genus Eleutherodactylus) from cloud forests of eastern Departamento de Caldas, Colombia. Revista de la Academia Colombiana de Ciencias Exactas Fisicas y Naturales, vol. 22, no 83, p. 287-298 (texte intégral).